# 조종중학교
조종중학교(朝宗中學校)는 대한민국 경기도 가평군 조종면 현리에 있는 공립 중학교이다.

## 학교 연혁
- 1955년 5월 3일 : 조종중학교 6학급 설립인가
- 1955년 11월 3일 : 초대 오인근 교장 취임
- 1994년 2월 16일 : 운악 체육관 준공
- 2007년 3월 1일 : 학칙변경 (13학급 인가, 특수학급 포함)
- 2018년 9월 1일 : 제25대 정광호 교장 취임
- 2020년 1월 9일 : 제63회 75명 졸업(졸업생 총 9,493명)

## 참고 자료
- 조종중학교 - 한국교육학술정보원 학교알리미